# Bruno Colmant
 (janvier 2023).
 (janvier 2023).
 (20 décembre 2022).
Bruno Marie Léon Nicolas Colmant, né à Nivelles le 24 juillet 1961, est un universitaire, financier, fiscaliste, auteur et économiste belge, membre de l'Académie royale de Belgique et ancien juge consulaire du Tribunal de commerce de Bruxelles.

## Biographie

### Formation
Major de promotion de l'école de commerce Solvay (1984)[réf. nécessaire], Bruno Colmant est ingénieur commercial (1984) de l'université libre de Bruxelles, titulaire d'un master of business administration (1989) de l'université Purdue (Krannert school of management, dans l'Indiana, aux États-Unis)[réf. nécessaire], titulaire d'un master en sciences fiscales (1995)  et docteur en économie appliquée (2000).

## Carrière
Depuis 2000, Bruno Colmant est chargé de cours invité dans plusieurs universités au sein desquelles il enseigne l'économie, la gestion financière, la fiscalité des sociétés et la comptabilité financière à l'université catholique de Louvain, l'université libre de Bruxelles, l'université Saint-Louis - Bruxelles, l'HEC ULiège, la Vlerick Leuven Gent Management School, l'institut catholique des hautes études commerciales (ICHEC), l'École royale militaire (Bruxelles) et l'université du Luxembourg[réf. nécessaire]. Contrairement à ce qu'il indique souvent dans les médias, il n'a jamais été nommé professeur d'université car il n'a publié aucun article dans des revues scientifiques internationales à comité de lecture.
Après avoir travaillé dans le groupe ING, il est nommé, en 2006, chef de cabinet du ministre des finances, fonction qu'il occupera pendant moins d'un an.
De 2007[Jusqu'à quand ?], il est président de la Bourse de Bruxelles et membre du comité de direction de NYSE Euronext[réf. nécessaire]. 
Depuis 2009, il est membre de la classe Technologie et Société de l'Académie royale des sciences, des lettres et des beaux-arts de Belgique.
En 2009 à 2015, il est nommé Deputy Chief Executive Officer de Ageas.
En 2011, il est nommé responsable des services financiers du groupe Roland Berger.
En octobre 2015,, il rejoint la banque Degroof Petercam au titre de responsable de la recherche macro-économique.
Il est également[Quand ?] administrateur de Brederode, du groupe UNIBRA et de l'Union wallonne des entreprises (UWE)[réf. nécessaire].
En 2017, il obtient, pour son livre L'Euro, une utopie trahie ?, le Prix du livre politique à la foire du livre politique de Liège.
De septembre 2019 à octobre 2021 il est président du comité de direction de la banque Degroof Petercam, puis il dirige, dans la même banque, le département Private Banking.
En mai 2022, il annonce quitter la banque Degroof.
Depuis le 7 juin 2022, il revient au sein du cabinet de conseil Roland Berger, qu'il quitte à nouveau en octobre 2023[réf. nécessaire].
Bruno Colmant a été appelé par le fondateur pour prendre la Présidence du Groupe Brederode en 2023 à Luxembourg.

## Positions politiques
Sa position prend une teinte écologique lorsque, en 2022, il déclare que « Le capitalisme néolibéral n’est plus compatible avec le défi climatique [...]. Une planification étatique est indispensable » et admet que l'on ne peut « plus dissocier, ainsi qu'il l'a erronément cru trop longtemps, économie et écologie, car l’avidité de l’enrichissement entraîne un saccage de la nature »,.

## Autres responsabilités
- Ambassadeur du World Wide Fund[17]
- Membre du comité de pilotage du Forum financier belge[18]